# Старкув (Нижньосілезьке воєводство)
Старкув (пол. Starków) — село в Польщі, у гміні Клодзко Клодзького повіту Нижньосілезького воєводства.
Населення — 195 осіб (2011).
У 1975-1998 роках село належало до Валбжиського воєводства.

## Демографія
Демографічна структура станом на 31 березня 2011 року:
|          | Загалом | Допрацездатний вік | Працездатний вік | Постпрацездатний вік |
| -------- | ------- | ------------------ | ---------------- | -------------------- |
| Чоловіки | 99      | 26                 | 67               | 6                    |
| Жінки    | 96      | 20                 | 65               | 11                   |
| Разом    | 195     | 46                 | 132              | 17                   |